# Циботиум
Циботиум (лат. Cibotium) – древовидный папоротник монотипного семейства циботиевые (Cibotiaceae). 
Известно около 11 видов этого папоротника, для которых известны места локализации: 6 видов растут на Гавайях, ещё 3 — в Азии,  2 — в Центральной Америке и Мексике.
Довольно большой папоротник может служить не только для украшения. Ранее некоторые народности использовали сердцевину ствола в пищу, для корма животным, волосками со ствола набивали подушки, а также останавливали им кровотечения. Кроме этого, корневище циботиума обладает противоревматическим и противовоспалительным действием, используется при заболеваниях суставов и воспалениях мочевыводящих путей.
Некоторые виды циботиума выращиваются дома. Наиболее распространён в культуре циботиум Шиде (Cibotium schiedei), который произрастает во влажных мексиканских лесах. Имеет бледно-зелёные, дуговидно изогнутые кружевные листья. Это растение может достигать в высоту 5 метров, однако дома обычно не превышает 2—3. Стебель папоротника покрыт мягкими волосками. Вайи папоротника настолько длинны (2—3 метра), что под собственной тяжестью свешиваются вниз и могут доставать пола. Они являются дваждыперистыми и окрашены в светло-зелёный цвет.
Циботиум сизый (Cibotium glaucum) нередко выращивается в тропиках как декоративное растение.
Как комнатное растение распространён более в США, чем в Европе. 